# 局部假髮
局部假髮是指在本身頭髮上再加上的假髮，古漢語稱髢、髢髮、加髢、假髢。
中國古代女性常把假髮編成假髻戴上，這些用髮絲編成的假髻也稱為髢。《詩經·鄘風·君子偕老》就提到：「鬒發如雲，不屑髢也。」。古代朝鮮婦女有一種以髮絲編成的假髻，也叫加髢，就是指用髮絲編成加在原有頭髮上的假髻。
現在局部假髮常被脫髮患者用作遮掩頭頂光禿的部份，全頂式假髮較不透氣，局部假髮特別適合在夏季使用，一些白髮的人為了掩蓋頭頂髮根部份長出的白髮也會戴局部假髮，免卻經常染髮的麻煩。